# San José Poaquil
San José Poaquil är en kommunhuvudort i Guatemala.   Den ligger i departementet Departamento de Chimaltenango, i den centrala delen av landet, 50 km väster om huvudstaden Guatemala City. San José Poaquil ligger 1 978 meter över havet och antalet invånare är 5 987.
Terrängen runt San José Poaquil är lite bergig. Runt San José Poaquil är det tätbefolkat, med 383 invånare per kvadratkilometer. Närmaste större samhälle är Chimaltenango, 19,9 km sydost om San José Poaquil. I omgivningarna runt San José Poaquil växer i huvudsak blandskog.